# Resolutie 547 Veiligheidsraad Verenigde Naties
Resolutie 547 van de Veiligheidsraad van de Verenigde Naties werd unaniem aangenomen op 13 januari 1984.

## Achtergrond
Na de Tweede Wereldoorlog werd in Zuid-Afrika het apartheidssysteem ingevoerd waarbij blank en zwart volledig van elkaar gescheiden moesten leven maar die eersten wel bevoordeeld werden. Het ANC, waarvan ook Nelson Mandela lid was, was fel tegen dit systeem. Ook in de rest van de wereld werd het afgekeurd, wat onder meer tot sancties tegen Zuid-Afrika leidde. Tegenstanders van de apartheid werden op basis van de apartheidswetten streng gestraft. Onder hen was ook Malesela Benjamin Maloise, lid van het ANC, die ter dood werd veroordeeld voor het doden van een politieagent. Het ANC nam later de schuld op zich en stelde dat Maloise niet betrokken was geweest bij de misdaad. Desondanks werd hij op 18 oktober 1985 geëxecuteerd.

## Inhoud
De Veiligheidsraad:
- Heeft de kwestie inzake de doodstraf die op 6 juni 1983 werden uitgesproken tegen Malesela Benjamin Maloise overwogen.
- Herinnert aan de resoluties 503, 525 en 533.
- Is erg bezorgd over de beslissing van Zuid-Afrika om hoger beroep af te wijzen.
- Bedenkt dat de uitvoer van de doodstraf de situatie in Zuid-Afrika nog zal verergeren.

1. Roept Zuid-Afrika op de doodstraf om te zetten.
2. Dringt er bij alle landen en organisaties op aan om hun invloed aan te wenden om het leven van Malesela Benjamin Maloise te redden.

## Verwante resoluties
- Resolutie 525 Veiligheidsraad Verenigde Naties
- Resolutie 527 Veiligheidsraad Verenigde Naties
- Resolutie 535 Veiligheidsraad Verenigde Naties
- Resolutie 545 Veiligheidsraad Verenigde Naties
- Resolutie 40/64 Algemene Vergadering Verenigde Naties

Lijst ·  546 ·  547 ·  548 ·  549 ·  550 ·  551 ·  552 ·  553 ·  554 ·  555 ·  556 ·  557 ·  558 ·  559